# Педерота бонарота
Paederota bonarota  (лат.) — типовой вид рода Педерота (Paederota) семейства Подорожниковые (Plantaginaceae). Назван в честь Микеланджело Буонарроти (1475—1564).

## Ботаническое описание
Многолетнее травянистое растение высотой от 5 до 15 см. Олиственные стебли несут, как правило, 3 пары листьев. Листовые пластинки цельные, до 3 см в длину и 2 см в ширину. Каждый край изрезан на 5—9 зубцов. Листья тёмно-зелёные, слегка кожистые.
Чашечка пятичленная. Венчик густого фиолетово-синего, синего или, редко, розового цвета, 8—13 мм длиной. Тычинки значительно длиннее венчика. Цветение в июле, редко оно продолжается и в августе.
Плод — коробочка.
Растение содержит иридоидные гликозиды.

## Ареал и местообитание
Эндемик юго-восточных Альп. Встречается в Каринтии, Зальцбурге, Восточном Тироле, Южном Тироле и некоторых других районах Северной Италии.
Произрастает на известняковых породах субальпийской и альпийской зон.